# Починки – Анапа
Починки – Анапа – газопровід у Росії, який споруджували для подачі ресурсу для проекту Південний потік.
На початку 2010-х у Росії взялись за реалізацію грандіозного чотирьохниткового проекту Південний потік, який мав транспортувати до 63 млрд м3 на рік в обхід України до Балканських країн та Італії. Подачу ресурсу на вихідну точку Південного потоку вирішили організувати до допомогою проекту «Південний коридор», який включав трубопроводи Писарівка – Анапа та Починки – Анапа. Останній мав подавати природний газ західносибірських родовищ, отриманий з надпотужного Центрального газотранспортного коридору. Початковою точкою при цьому обрали розташовану у нижегородській області компресорну станцію Починки.
Трубопровід повинен був мати довжину 1625 км. Для нього обрали діаметр 1420 мм та робочий тиск у 10 МПа. Для перекачування блакитного палива призначались компресорні станції Мокшанська, Петрівська, Жирновська, Волгоградська, Сальська, а також 3-тя та 4-та черги компресорних станцій Коренівська та Казач’я (на завершальній частині траса газопроводу сходилась з маршрутом трубопроводу Писарівка – Анапа, до якого належали 1-ша та 2-га черги цих станцій).
В середині 2010-х проект Південний потік довелось скасувати. Замість нього у підсумку спорудили Турецький потік, який мав лише дві нитки та потребував значно менше ресурсу, що міг бути доправлений за допомогою одного газопроводу Писарівка – Анапа. Як наслідок, в 2015 році оголосили про призупинку робіт над Починки – Анапа, а в 2018-му про ліквідацію вже прокладених ділянок загальною довжиною 506 км.
Втім, у 2019-му з’явилась інформація про можливе відновлення проекту з метою доставки додаткових обсягів блакитного палива для російських споживачів Передкавказзя.